# Kärntner Anzug

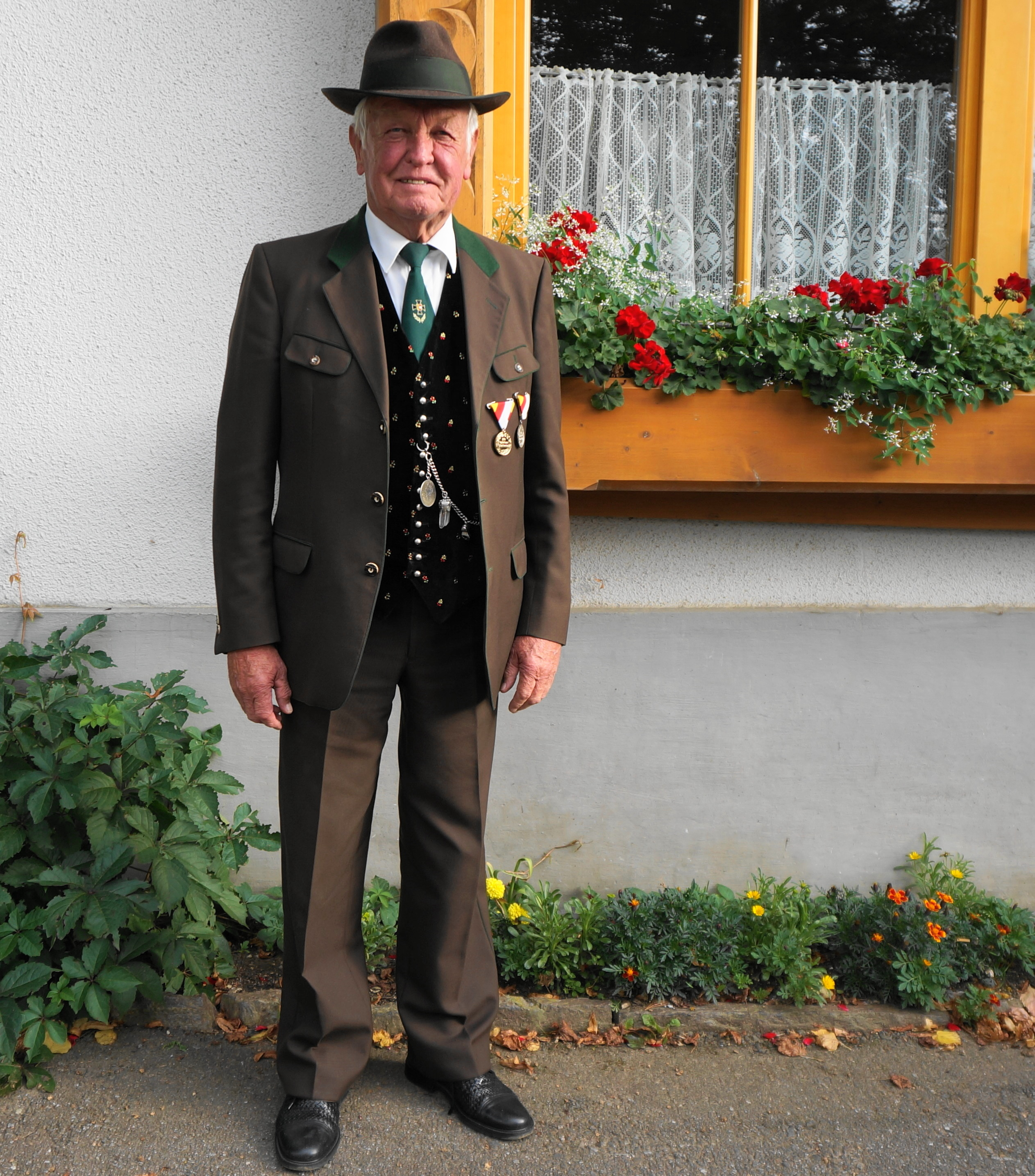
Kärntner Anzug

Der Kärntner Anzug ist ein brauner Trachtenanzug, der 1911 im österreichischen Bundesland Kärnten eingeführt wurde.
Im Jahr 1911 betrieb die kurz zuvor gegründete Kärntner Landsmannschaft die Einführung dieses Anzugs, der vom Villacher Maler Professor Leopold Resch unter Bezugnahme auf ältere Trachten aus dem Kanaltal entworfen worden war. Per Dekret der Kärntner Landesregierung wurde er noch im selben Jahr als offizielle Landestracht für Männer eingeführt; das hauptsächliche Ziel dieser Maßnahme war die Stärkung des Landesbewusstseins. Auf der Landes-Handwerksmesse 1911 wurde der Anzug erstmals öffentlich präsentiert.
Der Kärntner Anzug ist haselnuss- bzw. kastanienbraun und verfügt über grüne Aufschläge; dazu wird eine geblümte Samtweste getragen. Die Farbe Braun sollte Erd- bzw. Heimatverbundenheit symbolisieren.
Im Gegensatz zu den meisten anderen österreichischen Volkstrachten – etwa dem weit verbreiteten Steireranzug – wird dem Kärntner Anzug bisweilen auch ein politischer Symbolgehalt zugeschrieben; insbesondere der frühere Landeshauptmann Jörg Haider trat häufig in dieser Kleidung auf; ebenso die Angehörigen der Kärntner Traditionsverbände. In jüngerer Zeit wurde kritisiert, dass das Land Kärnten durch Haiders Initiative trotz der prekären Budgetsituation eine Subvention für den Ankauf von Kärntner Anzügen ausbezahlt.